# Hemidactylus reticulatus
Hemidactylus reticulatus este o specie de șopârle din genul Hemidactylus, familia Gekkonidae, descrisă de Beddome 1870. Conform Catalogue of Life specia Hemidactylus reticulatus nu are subspecii cunoscute.